# خطة الجنرالات الإسرائيليين
تشير خطة الجنرالات الإسرائيليين إلى استراتيجية الحصار التي اقترحها الجنرال الإسرائيلي السابق جيورا إيلاند خلال حرب غزة. وتتضمن الخطة إخلاء شمال غزة من سكانها، وتصنيف جميع الأشخاص المتبقين هناك كعملاء عسكريين، مما يسمح بمنع الإمدادات مثل الغذاء والأدوية من دخول المنطقة. وقد نظرت الحكومة الإسرائيلية في الخطة، على الرغم من أنها لم تعتمد رسميا. ومع ذلك، كانت هناك دلائل تشير إلى أن إسرائيل نفذت أجزاء من الخطة منذ أكتوبر/تشرين الأول 2024، وتحديداً خلال حصار شمال غزة. وتعرضت هذه الاستراتيجية لانتقادات بسبب تأثيرها الإنساني، حيث يزعم البعض أنها تمثل إبادة جماعية وتطهيرًا عرقيًا.

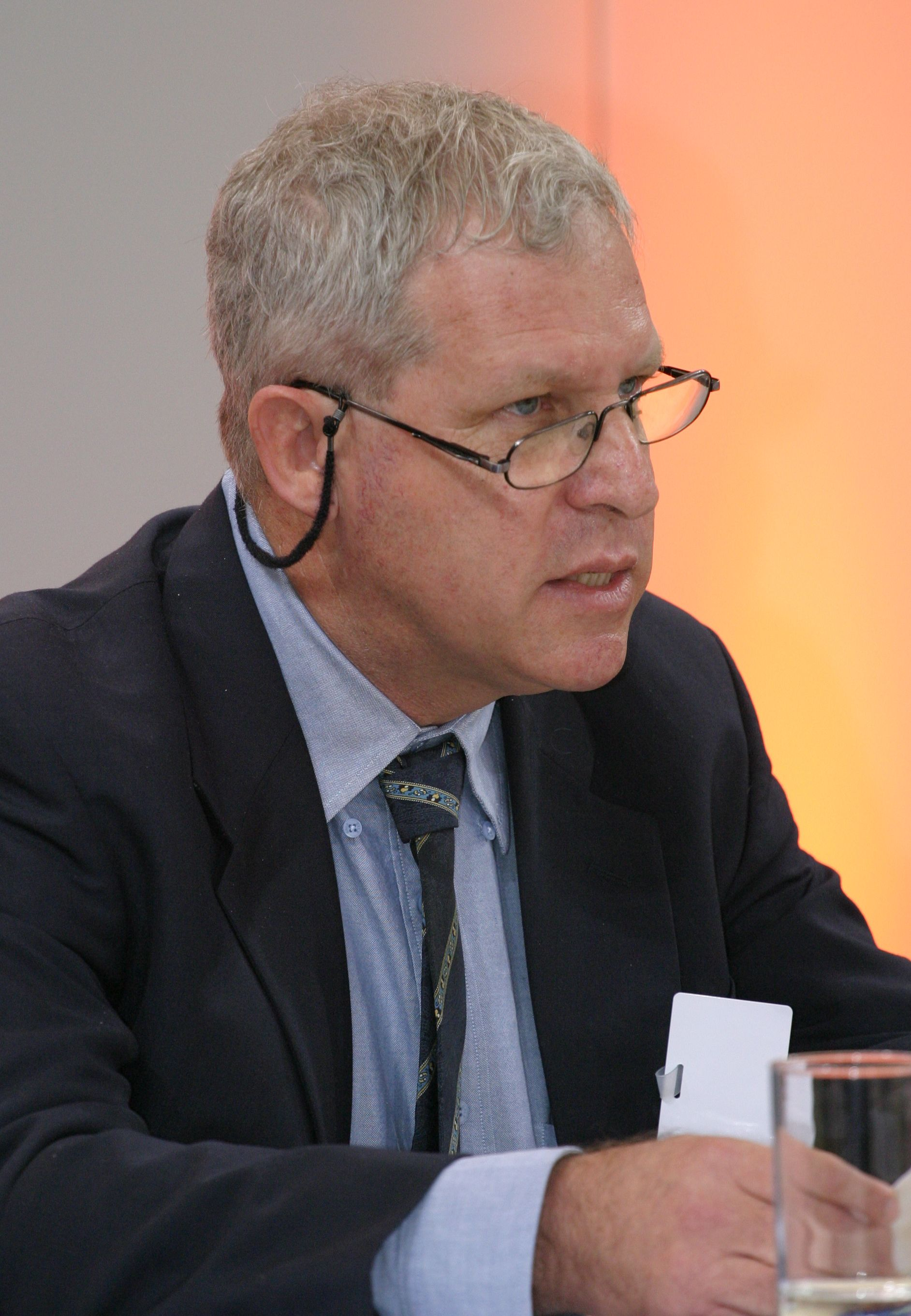
أيلاند في عام 2004

في نهاية المطاف، لم تنجح إسرائيل في إجبار جميع السكان المدنيين في شمال غزة على النزوح، كما أن تنفيذ وقف إطلاق النار في حرب غزة عام 2025 سمح للنازحين في غزة بالعودة إلى تلك المنطقة، على الرغم من أن وقف إطلاق النار انتهى منذ ذلك الحين.

## ملخص الخطة
الخطة التي وضعها اللواء المتقاعد والرئيس السابق لمجلس الأمن القومي جيورا إيلاند وقدمها إلى الكنيست مجموعة من العديد من الجنرالات الإسرائيليين المتقاعدين، اقترحت إعطاء ما يقرب من 300 ألف فلسطيني فترة إجلاء مدتها أسبوع واحد لمغادرة الثلث الشمالي من غزة قبل تحديدها منطقة عسكرية محظورة. وبموجب هذه الاستراتيجية، فإن أي شخص يبقى في المنطقة سوف يعتبر مقاتلاً. وتتضمن الخطة بعد ذلك تنفيذ حصار كامل من شأنه أن يمنع الإمدادات الأساسية حتى يستسلم المسلحون، ويحرمهم من كل الإمدادات الأساسية بما في ذلك الأدوية والوقود والغذاء والمياه، وهو ما يمثل تحولاً جذرياً في الاستراتيجية العسكرية الإسرائيلية لشمال غزة.
بحسب جيورا إيلاند، كبير مهندسي الخطة، فإن هذا النهج كان يهدف إلى الضغط على حماس وتأمين إطلاق سراح ما يقرب من 100 رهينة إسرائيلي متبقين منذ 7 أكتوبر/تشرين الأول 2023. كما تضمنت الاستراتيجية احتفاظ إسرائيل بسيطرة غير محددة على شمال غزة بهدف إنشاء إدارة جديدة خالية من حماس، وهو ما يعني تقسيم قطاع غزة بشكل فعال. وزعم إيلاند أن استراتيجية الحصار هذه ستكون فعالة عسكريا ومتوافقة مع القانون الدولي. وأكد بشكل خاص أن الخطة سوف تستهدف أولويات زعيم حماس آنذاك السنوار المتمثلة في "الأرض والكرامة" من خلال حرمانه من كليهما. صرح إيلاند بأن حماس "ستضطر إما إلى الاستسلام أو الموت جوعًا"، قائلاً إنه "لن يكون من الضروري" أن يقتل الجيش الإسرائيلي كل من في شمال غزة لأن "الناس لن يتمكنوا من العيش هناك. ستجف المياه".
ذكر معهد دراسات الأمن القومي أن الخطة نشأت نتيجة لفشل الضغط العسكري القائم في تأمين إطلاق سراح الرهائن وتدمير قدرات حماس. وقد حدد مهندسو هذه الاستراتيجية فجوة مثيرة للقلق بين تقييمات القيادة والواقع على الأرض، مما دفعهم إلى اقتراح استراتيجية تستهدف الموارد الأساسية الأربعة لحماس: المال، والقوى العاملة، والإمدادات، والدافع. 
بررت قوات الاحتلال الإسرائيلية عملياتها في مناطق مثل جباليا باعتبارها ضرورية لمحاربة إعادة تنظيم عناصر حماس. وفي حين أنكرت رسميًا تنفيذ خطة الحصار، فإن العمليات العسكرية اللاحقة اتبعت عدة عناصر من الاستراتيجية المقترحة.

## تاريخ

#### التصور والاعتبارات الحكومية
في أبريل/نيسان 2024، قدم جيورا إيلاند نقدًا شاملاً للاستراتيجية العسكرية الإسرائيلية في أعقاب هجمات 7 أكتوبر/تشرين الأول خلال مقابلة مع صحيفة تايمز أوف إسرائيل، واقترح عدة تعديلات على الإخفاقات الملحوظة في اعتماد إسرائيل الحصري على الضغط العسكري ضد حماس بسبب قدراتها على حرب العصابات. وقد حدد اعتماد غزة على المصادر الخارجية للحصول على الضروريات الأساسية مثل الوقود والغذاء والمياه باعتبارها نقاط ضغط رئيسية يمكن استخدامها بشكل أكثر فعالية، واقترح استراتيجيات من شأنها أن تتطور فيما بعد إلى خطة الجنرالات الكاملة. وشملت هذه التحديات فرض حصار أشد صرامة على قطاع غزة والتعاون مع القوات المسلحة الأميركية لمنع إعادة إعمار غزة في حين ظلت حماس في السلطة.
في أواخر سبتمبر/أيلول 2024، كشف رئيس الوزراء الإسرائيلي بنيامين نتنياهو عن خطة جنرالات مكتملة لمسؤولين عسكريين وسياسيين إسرائيليين خلال جلسة مغلقة في لجنة الشؤون الخارجية والدفاع في الكنيست. وقد تم تقديم الخطة باعتبارها واحدة من عدة خيارات قيد الدراسة لمناقشتها في مجلس الوزراء.  
وأصبحت هذه الاستراتيجية مصدرا للتوتر داخل الحكومة الإسرائيلية، وخاصة بين أعضاء الحكومة من اليمين المتطرف والقيادة العسكرية. وأيد وزير المالية بتسلئيل سموتريتش ووزير الأمن القومي إيتمار بن جفير الخطة، واعتبراها وسيلة لتحقيق السيطرة الإسرائيلية الدائمة على غزة. ومع ذلك، عارض وزير الدفاع يوآف غالانت تنفيذه. ويبدو موقف رئيس الوزراء بنيامين نتنياهو غامضا. وفي حين أن مكتبه نفى رسميًا النظر في الاقتراح، اقترح المحللون السياسيون أنه ربما سمح بالتنفيذ الجزئي للحفاظ على الدعم من شركائه في الائتلاف اليميني المتطرف، وخاصة خلال فترة حرجة قبل الموعد النهائي لموافقة الميزانية.

#### تطبيق الخطة
في حين أعلنت الحكومة الإسرائيلية أنها لم تعتمد رسميا الخطة كاملة، إلا أن هناك مؤشرات على تنفيذها جزئيا في الأنشطة العسكرية. وبحلول أوائل عام 2024، كانت إسرائيل قد شنت بالفعل عمليات عسكرية في مناطق مثل مخيم جباليا للاجئين، وانخفضت كمية المساعدات الإنسانية التي تصل إلى شمال غزة بشكل كبير منذ الأول من أكتوبر/تشرين الأول 2023. ولم يدخل سوى نحو ثمانين شاحنة مساعدات عبر معابر شمال غزة خلال هذه الفترة، مقارنة بالمتوسط السابق الذي بلغ ستين شاحنة يومياً.

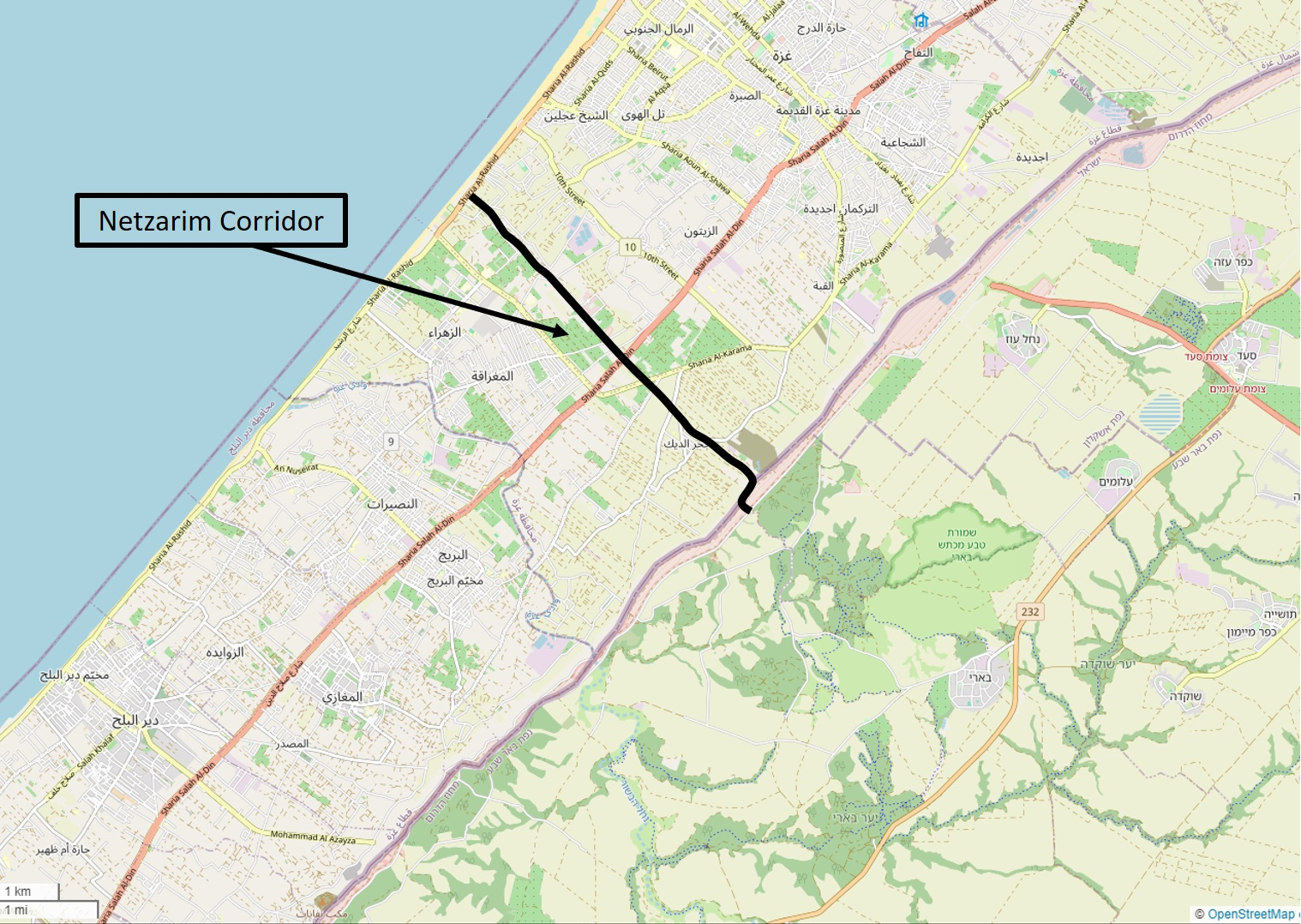
ممر نتساريم الذي يعبر المدنيون من خلاله شمال غزة

بحسب شبكة سي إن ان، اعتمد الجيش الإسرائيلي نسخة معدلة من الخطة في أوائل أكتوبر 2024. تم اقتراح هذه الخطة من قبل منتدى قادة الاحتياط والمقاتلين بقيادة آيلاند، بهدف تنفيذ الحصار الكامل والإخلاء الإلزامي لجميع السكان المدنيين في شمال غزة، مع فرض عقوبة الإعدام على أي من السكان أو اللاجئين الذين بقوا في المنطقة.
في 6 أكتوبر 2024، أعلنت إسرائيل كامل شمال قطاع غزة، بما في ذلك جباليا، منطقة قتال وأمرت جميع السكان المدنيين بإخلائها.
في السابع من أكتوبر/تشرين الأول، أصدر جيش الاحتلال الإسرائيلي أوامر إخلاء لسكان جباليا وبيت حانون وبيت لاهيا، وأمرهم بالسفر جنوباً إلى منطقة المواصي الإنسانية. قد أصبح تنفيذ أوامر الإخلاء أكثر صعوبة بسبب القصف الإسرائيلي المستمر، فضلاً عن مطاردة الطائرات بدون طيار وإطلاق النار على الأفراد الذين يحاولون الفرار. وأفاد سكان بأنهم محاصرون في جباليا، حيث تم إغلاق جميع الطرق باستثناء الطريق السريع الرئيسي المؤدي إلى الخارج. ومع ذلك، فقد ذكروا أيضًا أن الطائرات الرباعية المروحية كانت تطلق النار على أي شخص يحاول المغادرة، حيث قال أحد السكان، "إنه مثل الجحيم. لا يمكننا الخروج."
بحسب وسائل إعلام إسرائيلية، فقد مر عشرات الآلاف من الفلسطينيين عبر معبر نتساريم الأمني التابع لجيش الاحتلال الإسرائيلي للوصول إلى جنوب قطاع غزة. في 7 أكتوبر/تشرين الأول 2024، صرح المتحدث باسم الأمم المتحدة ستيفان دوجاريك بأن العديد من الأشخاص في شمال غزة "عالقون" في منازلهم وأن "عدداً قليلاً من العائلات عبرت وادي غزة متجهة جنوباً". وذكرت منظمة أطباء بلا حدود أن خمسة على الأقل من موظفيها محاصرون في جباليا، وقالت: "لا يُسمح لأحد بالدخول أو الخروج؛ ومن يحاول الدخول يُطلق عليه النار".
في 12 أكتوبر/تشرين الأول 2024، أصدر جيش الاحتلال الإسرائيلي أوامر إخلاء محددة من خلال المتحدث باسمه باللغة العربية، تستهدف السكان في منطقة "D5" شمال غزة. وتضمنت هذه الاتصالات خرائط مفصلة لطرق الإخلاء نحو المناطق الإنسانية المخصصة والتي حددت طريق صلاح الدين كممر إخلاء رئيسي. وجاءت هذه الاتصالات مصحوبة بتحذيرات من عمليات عسكرية مطولة باستخدام "قوة كبيرة". وأثرت أوامر الإخلاء على نحو 400 ألف من السكان المتبقين في شمال غزة، وهي المنطقة التي كانت تؤوي في السابق 1.4 مليون شخص. وتزامنت أوامر الإخلاء والإجراءات العسكرية اللاحقة مع خطة الجنرالات في أوامر الإخلاء المنهجية لمناطق محددة، وإنشاء ممرات حركة باتجاه واحد جنوبًا، وتنفيذ القيود على العودة إلى المناطق التي تم إخلاؤها.
في 5 نوفمبر 2024، أعلنت إسرائيل رسميًا أنها ستقوم بإجلاء الفلسطينيين بشكل منهجي من شمال غزة، حيث صرح العميد في جيش الاحتلال الإسرائيلي إيتزيك كوهين بأنه لن يُسمح لسكان شمال غزة بالعودة إلى منازلهم. وأضاف أنه لن يُسمح للمساعدات الإنسانية بالدخول إلى شمال غزة لأنه "لم يتبق أي مدنيين".

## المخاوف الإنسانية
أثارت الاستراتيجية المقترحة مخاوف إنسانية كبيرة بين المراقبين الدوليين ومنظمات حقوق الإنسان. وزعم المنتقدون أن الخطة من شأنها أن تنتهك القانون الدولي الذي يحظر استخدام الغذاء كسلاح، فضلاً عن الإخلاء القسري والتطهير العرقي كجزء من قضية الإبادة الجماعية المرفوعة ضد إسرائيل في محكمة العدل الدولية. وبموجب الخطوط العريضة للخطة، توقفت عمليات تسليم المساعدات الغذائية إلى شمال غزة بعد الأول من أكتوبر/تشرين الأول، حيث لم يتم تسجيل أي تسليمات للمساعدات تقريبًا خلال الأسبوعين الأولين من أكتوبر/تشرين الأول 2024. وقد وثّق برنامج الغذاء العالمي إغلاق المعابر الرئيسية المستخدمة لتوصيل المساعدات الإنسانية.
لقد تدهور الوضع الإنساني في شمال غزة بشكل كبير، حيث ظل حوالي 400 ألف شخص محاصرين في المنطقة، وأصبحت الإمدادات الأساسية والغذاء والمياه نادرة بشكل متزايد، وأصبحت الحركة بين مختلف أجزاء شمال غزة مقيدة بشدة. بالإضافة إلى ذلك، لم يلتزم سوى عدد قليل من الفلسطينيين بأوامر الإخلاء، حيث كان العديد منهم يخشون ألا يُسمح لهم بالعودة أبدًا.
بالإضافة إلى ذلك، أفادت عدة مستشفيات في شمال غزة بوجود نقص حاد في الوقود اللازم لتشغيل المولدات، مما أدى إلى تفاقم الخسائر الناجمة عن القصف الإسرائيلي المستمر. وأُجبرت العديد من الخدمات الأساسية، بما في ذلك المخابز والمطابخ المتنقلة، على الإغلاق. ونتيجة للقيود المفروضة على وصول وسائل الإعلام إلى شمال غزة نتيجة لتنفيذ الخطة، مُنع الصحفيون الدوليون إلى حد كبير من دخول غزة.
انتقدت منظمات حقوق الإنسان هذه الاستراتيجية بشدة. وحذر تحالف من جماعات الحقوق المدنية الإسرائيلية من التنفيذ الهادئ للخطة، مؤكدا أنها تنتهك القانون الدولي. قارنت جيسيكا مونتيل من منظمة هاموكيد، وهي منظمة للدفاع عن الحقوق المدنية مقرها القدس، هذه التكتيكات بحرب الحصار في العصور الوسطى، مشيرة إلى أنها تتناقض مع المبادئ الأساسية لقوانين الحرب.

## الاستجابات
أعرب العديد من السكان الفلسطينيين في شمال غزة عن مقاومتهم لأوامر الإخلاء، واختاروا البقاء على الرغم من الظروف المتدهورة، خوفًا من النزوح الدائم. وقد أثر الوضع بشكل خاص على الفئات السكانية الضعيفة، بما في ذلك كبار السن والمرضى وأولئك غير القادرين أو غير الراغبين في مغادرة منازلهم. أعرب العديد من الفلسطينيين عن خوفهم من الانتقال إلى جنوب غزة، حيث كانت الظروف بالفعل مزرية مع وجود مخيمات خيام مكتظة واستمرار الغارات الجوية على الملاجئ المدنية. وقرر مدنيون آخرون عدم المغادرة بسبب الحاجة إلى رعاية أقاربهم المعرضين للخطر.
وصفت حماس هذه الخطة بأنها إبادة جماعية. ووصف آخرون الخطة بأنها تطهير عرقي لشمال غزة.

#### في إسرائيل
زعم كل من المحللين العسكريين الإسرائيليين ومركز الميزان لحقوق الإنسان أن هذا  كانت المرحلة الأولى من "خطة الجنرال". وذكرت منظمات حقوق الإنسان الإسرائيلية جيشا، وبتسيلم، وأطباء من أجل حقوق الإنسان، ويش دين أن هناك "علامات مثيرة للقلق" تشير إلى أن إسرائيل تنفذ الخطة. صرح ثلاثة جنود احتياطيين إسرائيليين في غزة أنهم يعتقدون أن خطة الجنرال يتم تنفيذها عملياً. ووصف إران عتصيون، نائب مدير مجلس الأمن القومي السابق، الخطة بأنها "جريمة حرب" ودعا الجنود الإسرائيليين إلى عصيان الأوامر بتنفيذ الخطة.

#### دوليا
حذرت عدة وكالات تابعة للأمم المتحدة من تفاقم الأزمة الإنسانية في شمال غزة بسبب الحصار الإنساني المفروض. وأفادت منظمة المساعدة الطبية للفلسطينيين عن مخاوفها القوية بشأن سقوط ضحايا من المدنيين في المنطقة، في حين وثقت منظمات الإغاثة صعوبات في توصيل الإمدادات الأساسية.
صرح تامر قرموط، أستاذ السياسات العامة في معهد الدوحة، ردًا على تنفيذ تكتيكات الخطة أثناء حصار جباليا : "نحن نتحدث عن موجة أخرى من النزوح، نكبة أخرى. إن مستقبل غزة مرعب. ما زلت قلقًا بشأن ما سيأتي بعد ذلك. إن إعادة الهندسة الديموغرافية لقطاع غزة جارية الآن."
في أكتوبر/تشرين الأول 2024، أرسل وزير الخارجية الأمريكي أنتوني بلينكن ووزير الدفاع الأمريكي لويد أوستن رسالة موجهة إلى وزير الاحتلال الإسرائيلي يوآف جالانت ووزير الشؤون الاستراتيجية الإسرائيلي رون ديرمر، والتي حددت مهلة نهائية مدتها 30 يومًا لإسرائيل للامتثال للمتطلبات الأمريكية فيما يتعلق بوصول المساعدات الإنسانية إلى غزة. وتضمن هذا الإنذار عواقب محتملة، بما في ذلك إمكانية تعليق نقل الأسلحة الأميركية إلى إسرائيل إذا لم يتم تلبية المطالب.

## تحليلات

#### فعالية
أعرب المعهد الإسرائيلي لدراسات الأمن القومي عن اعتقاده بأن الخطة استندت إلى افتراضات بها عيوب كبيرة. وتوصل أنصار الخطة إلى استنتاجات مشكوك فيها بشأن فعالية تكتيكات الحصار في تأمين إطلاق سراح الرهائن، متجاهلين أن عمليات الإفراج السابقة كانت تُعزى إلى حد كبير إلى الضغط الشعبي العربي وليس الإكراه العسكري. وعلاوة على ذلك، فإن هذه الاستراتيجية قد تعرض الرهائن المتبقين للخطر، كما فشلت في معالجة قدرة حماس الواضحة على التكيف وإعادة بناء قدراتها. كما أشار المعهد إلى المخاوف القانونية والإنسانية، مثل احتمال عدم اكتمال إجلاء المدنيين، وقضايا التناسب بموجب القانون الدولي، ومخاطر الإضرار بالمكانة الدولية لإسرائيل، والتي تشكل جميعها عقبات كبيرة، بالإضافة إلى الصعوبات العملية المتمثلة في منع مقاتلي حماس من التسلل إلى الملاجئ الإنسانية أو التنكر بين المدنيين الذين يتم إجلاؤهم.

#### مشاركة الولايات المتحدة
قال محمد المصري أستاذ بمعهد الدوحة للدراسات العليا إن الرسالة التي أرسلتها الحكومة الأميركية تمثل بشكل عام "تشتيتاً" في محاولة لإخفاء تواطؤ الإدارة في جرائم الحرب التي ارتكبتها إسرائيل في غزة. وأشار إلى أن توقيت التدخل الدبلوماسي تزامن مع اقتراب موعد الانتخابات الرئاسية الأميركية في عام 2024، حيث يمكن للناخبين الأميركيين العرب والمسلمين في الولايات المتأرجحة أن يلعبوا دوراً حاسماً في نتائجها.
أشار أيضاً إلى أن الرسالة يمكن أن تكون بمثابة توثيق للجهود الأميركية لضمان الامتثال القانوني للقانون الدولي وقانون ليهي الأميركي، الذي يحكم المساعدات العسكرية للدول الأجنبية، وأن تركيز الرسالة على وصول المساعدات الإنسانية من شأنه أن يخدم على الأرجح في معالجة المخاوف الفورية مع تجنب الجوانب الأكثر إثارة للجدل في الصراع، مثل تسليم الأسلحة الأميركية لإسرائيل، والإجلاء القسري، والإصابات بين المدنيين. وأشار إلى أن إسرائيل تجاهلت في كثير من الأحيان التوصيات الأمريكية السابقة، وأن الولايات المتحدة حافظت على دعم عسكري ودبلوماسي كبير لإسرائيل على الرغم من المخاوف الدولية الواسعة منذ إعلان جالانت في أكتوبر/تشرين الأول 2023 عن "حصار كامل" على غزة.